# Глохидия

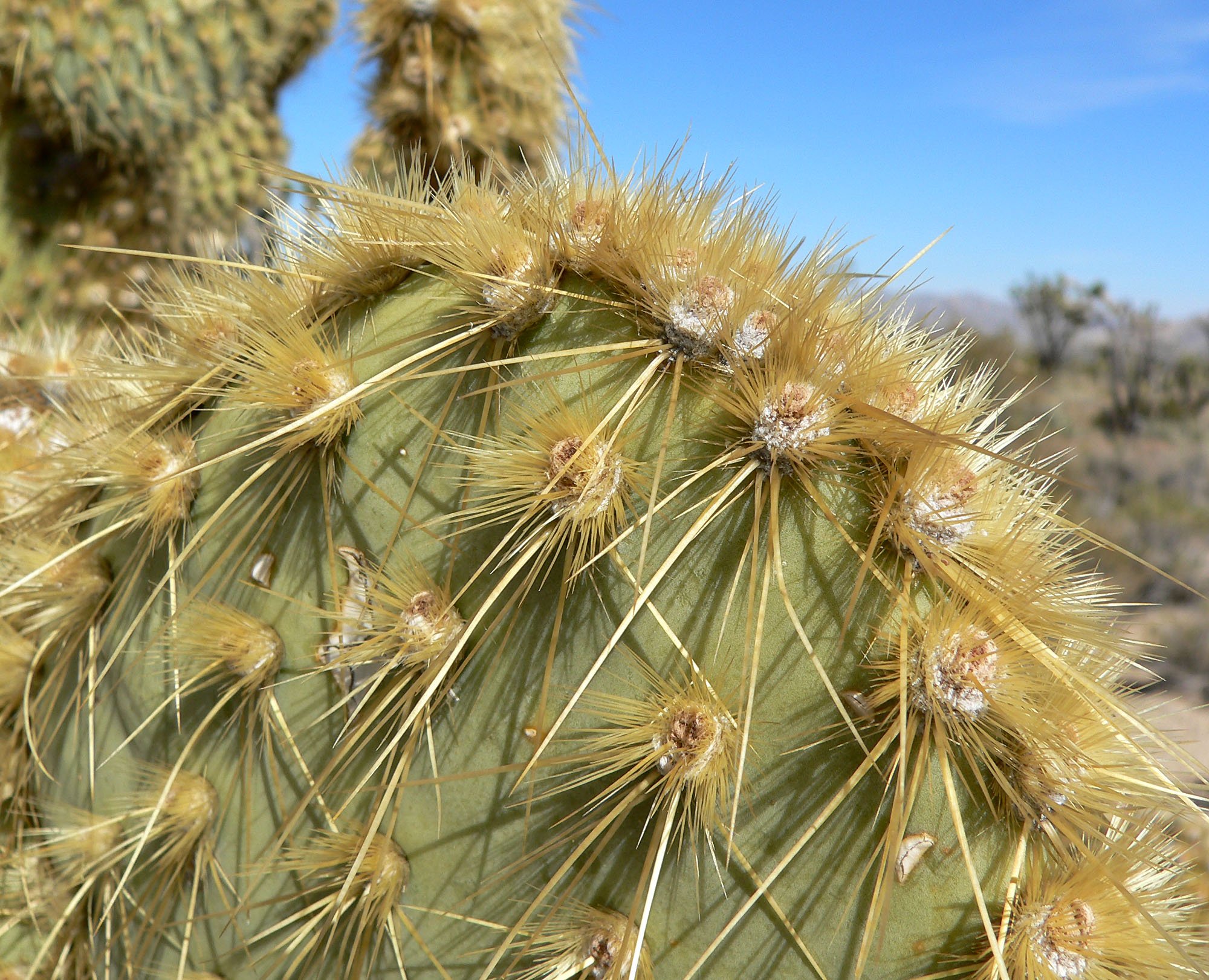
Колючки и глохидии на ареолах Opuntia chlorotica

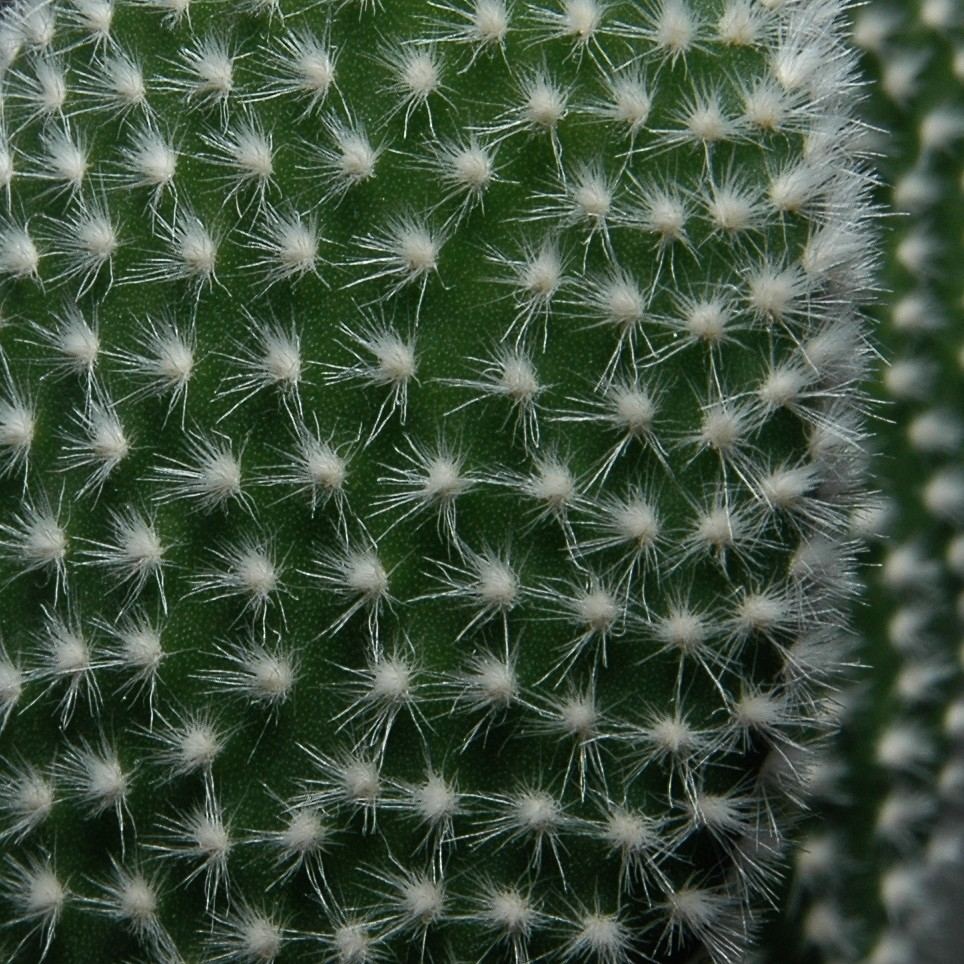
Глохидии (Opuntia sp.)

Глохидия (с греч. — «глохис» — наконечник стрелы, шип) — характерные для подсемейства опунциевых видоизмененные тонкие, часто полупрозрачные колючки, покрытые направленными к основанию колючек острыми выростами эпидермы.

## Морфология
Глохидии чаще всего имеют длину несколько миллиметров (2-5), но у некоторых видов достигают длины 10 мм. Белые, желтоватые, коричневатые до светло-коричневых и красно-коричневых. Многочисленные. Закладываются в меристеме ареол так же, как и колючки. Сначала растут апикально, но по достижении длины примерно 400 мкм апикальный рост прекращается и дальнейшее удлинение глохидий происходит благодаря интеркалярному росту. В глохидиях не формируются проводящие ткани, хлоренхима и устьица. Клеточные стенки у сформировавшихся глохидий одревесневают, включая стенки клеток эпидермы. Не одревесневают только стенки клеток основания глохидий, благодаря чему они легко обламываются

## Значение
Считается, что глохидии выполняют защитную функцию. Их сложно извлечь из кожи благодаря направленным назад, как зазубрины гарпуна, выростам эпидермы. В практике кактусоводства единичные глохидии удаляют, соскребая их ножом. При большой площади — заливают расплавленным воском или парафином свечи, а после застывания воск или парафин удаляют резким движением. Вовремя не удалённые глохидии вызывают раздражение, зуд, возможны воспалительные процессы.